# Iida Ryo (1984)
Ryo Iida (sinh ngày 5 tháng 3 năm 1984) là một cầu thủ bóng đá người Nhật Bản.

## Sự nghiệp câu lạc bộ
Ryo Iida đã từng chơi cho Thespa Kusatsu.